# Oswald Chambers

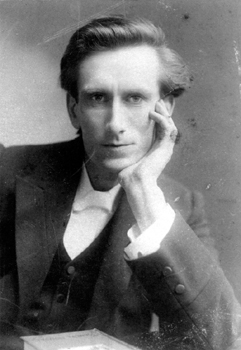
Oswald Chambers

Oswald Chambers (* 24. Juli 1874 in Aberdeen, Schottland; † 15. November 1917 in Kairo, Ägypten) war einer der einflussreichsten Baptistenprediger Großbritanniens. Sein nach seinem Tode erschienenes Werk My Utmost For His Highest (deutsch meist unter dem Titel Mein Äußerstes für sein Höchstes) zählt zu den weltweit meistgelesenen christlichen Schriften.

## Kindheit und Jugend
Oswald Chambers war der Sohn von Clarence und Hannah Chambers und das achte von neun Geschwistern. Einige Jahre vor seiner Geburt traten seine Eltern unter dem Einfluss des Predigers Charles Haddon Spurgeon dem christlichen Glauben bei. Sein Vater Clarence hatte in der Folgezeit verschiedene Posten einer baptistischen Vereinigung inne. Als Teenager wurde Oswald ebenfalls getauft und setzte sich ab diesem Zeitpunkt immer stärker mit dem christlichen Glauben auseinander. Aufgrund einer früh erkannten künstlerischen Begabung studierte er jedoch zuerst Kunst in London und Edinburgh.

## Leben als Prediger
1896, im Alter von 22 Jahren, gewann sein geistliches Interesse die Oberhand; er fühlte sich von Gott zum Prediger berufen. Nach einem ersten Abschluss beendete er sein Kunststudium. Stattdessen studierte er Theologie in Dunoon.
In den Jahren 1906 bis 1910 war Chambers als Bibellehrer und Prediger in vielen Ländern unterwegs. Seine Reisen führten ihn nach Amerika, Japan und Ceylon, Afrika und in die Arabische Welt.
Auf seiner zweiten Amerikareise 1908 lernte er Gertrude „Biddy“ Hobbs kennen, die er 1910 heiratete. 1911 gründete er zusammen mit ihr eine Bibelschule in Clapham nahe London. „Biddy“, eine ausgezeichnete Stenotypistin, machte von nun an Aufzeichnungen seiner Vorträge und Predigten. 1913 kam ihre gemeinsame Tochter Kathleen M. auf die Welt.
Nach Ausbruch des Ersten Weltkriegs schloss Chambers die Schule und reiste 1915 im Auftrag des Christlichen Vereins Junger Menschen nach Zeitoun in Ägypten. Dort war er für die seelsorgerische Betreuung australischer und neuseeländischer Truppen zuständig. Im Dezember des gleichen Jahres reiste seine Frau „Biddy“ zusammen mit Kathleen zu ihm. Noch vor Ende des Krieges erlitt Chambers 1917 einen Blinddarmdurchbruch und wurde in einem Roten-Kreuz-Krankenhaus in Kairo operiert. Infolge eines Blutgerinnsels verstarb Oswald Chambers am 15. November 1917.

## Bedeutung und Nachwirkung
Auf der Basis der vielen Notizen, die „Biddy“ Chambers während ihrer Ehe mit Oswald gemacht hatte, arbeitete sie in den Jahren bis zu ihrem Tod 1966 als Leiterin der „Oswald Chambers Publications Association“ daran, die Worte und Lehren ihres Mannes zu verbreiten.
Über dreißig Werke wurden dabei im Namen von Oswald Chambers veröffentlicht. Das bekannteste Werk, eine Sammlung täglicher Andachten unter dem Titel My Utmost For His Highest (deutsch: Mein Äußerstes für Sein Höchstes), wurde 1923 zum ersten Mal herausgegeben. Von 1935 bis zum Ende des 20. Jahrhunderts war das Buch in den USA ohne Unterbrechung im Druck und hat sich mit einer Millionenauflage zu einem Bestseller der religiösen Literatur entwickelt.

## Schriften
- Mein Äußerstes für Sein Höchstes. 4. Auflage. Blaukreuz, Lüdenscheid, ISBN 978-3-941186-22-4 (Originaltitel: My utmost for his highest. Übersetzt von Marlies Stubenitzky). Neuauflage: ISBN/EAN 978-3-941186-24-8 übersetzt von Paula Hüni.
- Die sittlichen Grundlagen des Lebens. St. Johannis, Lahr 1926
- Psychologie der Erlösung. St. Johannis, Lahr 1936
- Die Schule des Leidens. St. Johannis, Lahr 1944
- Unser herrliches Erbe. Berchtold Haller, Bern 1957
- Des Meisters Massstab. Berchtold Haller, Bern 1971
- Ratschläge für Arbeiter Gottes. Edel 1978 und Oekumenischer Verlag 2002. ISBN 978-3-87598-146-9 (4. Auflage)
- Was ihr bitten werdet. Von der Macht des Gebets. Verlag der Francke-Buchhandlung 1993
- Von seiner Liebe leben wir. Erquickung aus der Quelle der Liebe. Verlag der Francke-Buchhandlung, Marburg 1995. ISBN 978-3-86122-219-4
- Was ihn verherrlicht. Blaukreuz, Lüdenscheid 1996, ISBN 978-3-920106-31-1 (5. Auflage 2010. ISBN 978-3-941186-40-8)
- Ich schaue in Gottes Angesicht. Kurze tägliche Einübungen für das Gebet. Hänssler, Holzgerlingen 2000. ISBN 978-3-7751-3484-2
- Unendlich beschenkt. Hänssler, Holzgerlingen 2000. ISBN 978-3-7751-3591-7
- Leben aus seiner Fülle. Kurzandachten für den Jahresverlauf. Hänssler, Holzgerlingen 2001. ISBN 978-3-7751-3661-7
- Glaube – ein heiliger Weg: Gottes Weisung vertrauen. SCM Hänssler, Holzgerlingen 2002. ISBN 978-3-7751-3772-0
- Christus ist mein Leben. Oekumenischer Verlag 2004. ISBN 978-3-87598-303-6
- Mit Jesu Augen sehen. SCM R. Brockhaus Verlag, Witten 2012. ISBN 978-3-417-26483-8